# Ragnarok (gruppo musicale norvegese)
I Ragnarok sono un gruppo musicale black metal norvegese, formatosi nel 1994.

## Storia del gruppo
I Ragnarok vennero fondati nel 1994 a Sarpsborg da Jontho (alla batteria) e Jerv (al basso), che avevano appena lasciato la band Thoth. Ad essi si aggiunsero presto Thyme (alla voce) e Rym (alla chitarra) e registrarono il demo Pagan Land. Lo studio di registrazione (Haga Audio), sfortunatamente, non aveva mai avuto altre esperienze con gruppi black metal, quindi il gruppo non ottenne i risultati sperati.
Nel 1995 contattarono uno studio di registrazione differente, chiamato X-Ray Studios, riuscendo a firmare un contratto con l'etichetta Head Not Found. Successivamente, incisero il loro primo album studio, Nattferd, pubblicato nello stesso anno. Nel 1996 decisero di lasciare la casa discografica, la quale offrì loro un contratto migliore, che accettarono. Pubblicarono dunque il secondo album, Arising Realm, e nel 1998 suonarono all'Hellraiser Festival presso Lipsia. A fine anno iniziarono a registrare l'album Diabolical Age, negli Endless Studio, ad Oslo. L'anno successivo, durante il missaggio, Thyme lasciò il gruppo, mentre Rym reclutò un altro chitarrista: Sander, degli Shadow Dancers. Nel 2000 trovarono finalmente un sostituto alla voce per Thyme, Astaroth; così divennero pronti per pubblicare Diabolical Age e per suonare al Black Sun Festival. Durante l'esibizione, la band fu scioccata dalla pessima performance di Sander, il quale venne espulso dalla formazione. Chiesero quindi a Lord Arcamous di unirsi a loro per intraprendere un tour autofinanziato assieme agli svedesi Satanic Slaughter. Alla fine del tour, anche Astaroth fu costretto a lasciare il gruppo.
Nel 2001 Lord Arcamous entrò ufficialmente nella formazione della band, la quale iniziò a prendere contatti con l'etichetta svedese Regain Records, registrando negli Abyss Studio l'album In Nomine Satanas. Nel 2002 l'album fu pubblicato ed i Ragnarok partirono in tour con i Dark Funeral, Anorexia Nervosa, Occult e Tidfall. Dopo il tour, Lord Arcamous lasciò il gruppo. Jontho prese parte alle registrazioni dell'album degli Tsjuder Demonic Possession e suonò con loro all'Under the Black Sun Festival, sempre in Germania. In seguito ebbe l'occasione di assistere ad un concerto dei Taake e fu impressionato dalla performance di Høsts. Gli chiese dunque di diventare il nuovo cantante dei Ragnarok.
Nel 2003 iniziarono le registrazioni dell'album Blackdoor Miracle (pubblicato l'anno successivo) e parteciparono all'Inferno Festival.

## Formazione

### Formazione attuale
- HansFyrste - voce
- Bolverk - chitarra
- Decepticon - basso e cori
- Jontho (John Thomas Bratland) - batteria

### Ex componenti
- Thyme (General Hymer) - voce (1994-1999)
- Høest - voce (1999-2008)
- Astaroth - voce (2000-2001)
- Lord Arcamous - voce (2001-2002)
- Sander - chitarra ritmica (1999-2000)
- Jerv - basso (1994-2007)
- Rym (Øyvind Trindborg) - chitarra (1994-2007)

## Discografia

### Album in studio
- 1995 – Nattferd
- 1997 – Arising Realm
- 2000 – Diabolical Age
- 2002 – In Nomine Satanas
- 2004 – Blackdoor Miracle
- 2010 – Collectors of the King
- 2012 – Malediction
- 2016 – Psychopathology
- 2019 – Non Debellicata

### Demo
- 1994 – Et Vinterland I Nord
- 1995 – Pagan Land